# Étienne Wolff (latiniste)
 (mai 2025).
La mise en forme du texte ne suit pas les recommandations de Wikipédia : il faut le « wikifier ».
Les points d'amélioration suivants sont les cas les plus fréquents. Le détail des points à revoir est peut-être précisé sur la page de discussion.
- Les titres sont pré-formatés par le logiciel. Ils ne sont ni en capitales, ni en gras.
- Le texte ne doit pas être écrit en capitales (les noms de famille non plus), ni en gras, ni en italique, ni en « petit »…
- Le gras n'est utilisé que pour surligner le titre de l'article dans l'introduction, une seule fois.
- L'italique est rarement utilisé : mots en langue étrangère, titres d'œuvres, noms de bateaux, etc.
- Les citations ne sont pas en italique mais en corps de texte normal. Elles sont entourées par des guillemets français : « et ».
- Les listes à puces sont à éviter, des paragraphes rédigés étant largement préférés. Les tableaux sont à réserver à la présentation de données structurées (résultats, etc.).
- Les appels de note de bas de page (petits chiffres en exposant, introduits par l'outil «  Source ») sont à placer entre la fin de phrase et le point final[comme ça].
- Les liens internes (vers d'autres articles de Wikipédia) sont à choisir avec parcimonie. Créez des liens vers des articles approfondissant le sujet. Les termes génériques sans rapport avec le sujet sont à éviter, ainsi que les répétitions de liens vers un même terme.
- Les liens externes sont à placer uniquement dans une section « Liens externes », à la fin de l'article. Ces liens sont à choisir avec parcimonie suivant les règles définies. Si un lien sert de source à l'article, son insertion dans le texte est à faire par les notes de bas de page.
- La présentation des références doit suivre les conventions bibliographiques. Il est recommandé d'utiliser les modèles {{Ouvrage}}, {{Chapitre}}, {{Article}}, {{Lien web}} et/ou {{Bibliographie}}. Le mode d'édition visuel peut mettre en forme automatiquement les références.
- Insérer une infobox (cadre d'informations à droite) n'est pas obligatoire pour parachever la mise en page.

Pour une aide détaillée, merci de consulter Aide:Wikification.
Si vous pensez que ces points ont été résolus, vous pouvez retirer ce bandeau et améliorer la mise en forme d'un autre article.
Pour les articles homonymes, voir Étienne Wolff (homonymie) et Wolff.
Ne doit pas être confondu avec le biologiste Étienne Wolff.
Étienne Wolff, né en 1957, est un latiniste français, professeur d'université,,.

## Biographie
Ancien élève de l’École Normale Supérieure de la rue d’Ulm (promotion 1980) et agrégé de Lettres classiques (1981), docteur habilité à diriger des recherches (1996, Paris IV-Sorbonne), il a enseigné successivement dans les universités de Lyon 2, Grenoble 3, Paris 13 Villetaneuse et, depuis 2000, Paris-Nanterre.[réf. nécessaire]
Il y dirige l’équipe THEMAM, composante de l’UMR 7041 ArScAn.
Il a été membre senior de l’Institut universitaire de France (2017-2022) et il est président de la Société des Études latines (2023).
Son champ de recherche principal concerne l’Antiquité tardive, notamment la production littéraire en Afrique à l’époque de la domination des Vandales (Ve – VIe siècles), mais il s’intéresse également à de nombreux autres aspects de la latinité.
C’est le cas notamment du genre épigrammatique, de son évolution depuis Martial et de sa réception à l’époque moderne.
Il a publié, outre plus de 250 articles, des ouvrages sur la littérature latine et le latin, ainsi que de nombreuses éditions et traductions de textes latins, tout en se permettant également des excursus dans d’autres domaines.

## Publications
- Proust, Albertine disparue, édition originale de la dernière version revue par l’auteur, Paris, Grasset, 1987, 223 p., par N. Mauriac et É. Wolff, réédition 2013 collection « Les cahiers rouges » ; traduit en japonais, Tokyo, Kobun-Sha Editions, 2008.
- Index nominum et uerborum profani Dracontii praeter Orestis tragoediam, Hildesheim, Georg Olms, 1989, 102 p.
- Jérôme Cardan, Ma Vie, révision et édition de la traduction du latin de Jean Dayre (1936), avec nouvelle préface, par É. Wolff, Paris, Belin, 1991, 284 p.
- Érasme, Colloques, traduction du latin et présentation par É. Wolff, Paris, Imprimerie Nationale, 1992, 2 vol., 448 et 426 p.
- Initiation à la littérature latine, Paris, Sedes, 1992, 315 p.[6]
- Les Mots latins du français, Paris, Belin, 1993, 319 p.
- Le Pogge, Facéties, traduction du latin d'après la version de Pierre des Brandes (1900), avec nouvelle préface, par É. Wolff, Paris, Anatolia, 1994, 292 p.
- Carmina Burana, traduction du latin, présentation et notes par É. Wolff, Paris, Imprimerie nationale, 1995, 547 p.
- Dracontius, Oeuvres, t. III, Paris, Les Belles Lettres, 1995, introduction, p. 1-86 par J. Bouquet et É. Wolff.
- Histoire du roi Apollonius de Tyr, traduction du latin, présentation et notes par É. Wolff, Paris, Anatolia, 1996, 123 p.
- La Lettre d’amour au Moyen Age, Paris, NiL, 1996, 159 p. ; traduit en espagnol, Madrid, Temas de Hoy Ediciones, 2010.
- Dracontius, Œuvres, t. IV, établissement du texte, traduction du latin et annotation par É. Wolff, Paris, Les Belles Lettres, 1996, 237 p. (1-83 dbl.)[7].
- Le Roman grec et latin, Paris, Ellipses, 1997, 120 p.
- Gassendi, Syntagma philosophiae Epicuri (« Traité de la philosophie d’Épicure »), troisième partie, traduction avec texte latin en regard par É. Wolff, dans Les Libertins du XVIIe siècle, Paris, Gallimard, 1998, Bibliothèque de la Pléiade, t. I, p. 597-745.
- Anonyme d’Erfurt, Traité de l’amour parfait, édition, traduction du latin et présentation par É. Wolff, Paris, Anatolia/Le Rocher, 2000, 79 p.[8]
- La poésie funéraire épigraphique à Rome, Rennes, Presses Universitaires de Rennes, 2000, 157 p.[9]
- Joan Lluis Vives, Introduction à la sagesse, traduction du latin et avant-propos par É. Wolff, Paris, Anatolia/Le Rocher, 2001, 138 p.
- Richard de Bury, Philobiblon ou l’amour des livres, traduction du latin d’après la version de H. Cocheris (1856), entièrement refondue et corrigée, avec présentation, par É. Wolff, Paris, Anatolia/Le Rocher, 2001, 140 p.
- Anonyme du XVIIe siècle, La fameuse comédienne, édition et présentation par É. Wolff, Paris, Anatolia/Le Rocher, 2001, 87 p.
- Anonyme de Ripoll, Le chansonnier amoureux, édition, traduction et présentation par É. Wolff, Paris, Anatolia/Le Rocher, 2001, 98 p.
- Dictionnaire de l’Antiquité grecque et romaine, Paris, Hachette, 2002, 287 p. (en collaboration, sous la direction de Jean-Paul Thuillier)
- Ferdinand Gregorovius, Promenades en Italie et en Corse, édition et présentation par É. Wolff, Paris, Anatolia/Le Rocher, 2003, 239 p.[10]
- Le Pogge Florentin, Le Curé Arlotto, Facéties et bons mots, édition et présentation par É. Wolff, Paris, Anatolia/Le Rocher, 2003, 241 p.
- Pline le Jeune ou le refus du pessimisme. Essai sur sa correspondance, Rennes, Presses Universitaires de Rennes, 2003, 122 p.
- Le Pogge, Facéties, introduction, établissement du texte, traduction et notes par St. Pittaluga et É. Wolff, Paris, Les Belles Lettres, 2005, XCV + 223 p. (1-162 dbl.).
- Chap. « Rutilius Namatianus, De reditu suo I », dans Silves latines 2006, Neuilly, Éditions Atlande, 2006, p. 197-255.
- Rutilius Namatianus, Sur son retour, texte établi et traduit par É. Wolff, Paris, Les Belles Lettres, 2007, XCIX + 118 p. (1-35 dbl.).
- Martial ou l’apogée de l’épigramme, Rennes, PUR, 2008, 152 p.
- Fulgence, Virgile dévoilé, traduit, présenté et annoté par É. Wolff, Lille, Presses universitaires du Septentrion, 2009, 220 p.
- Adage 3001 dans Érasme de Rotterdam, Les Adages, sous la direction de J.-C. Saladin, Paris, Les Belles Lettres, 2011, 5 vol., t. IV, p. 1-32.
- Pétrarque, Sur sa propre ignorance et celle de beaucoup d’autres, traduit du latin et présenté par É. Wolff, Paris, Payot & Rivages, 2012, 155 p.
- Fulgence, Mythologies, traduit, présenté et annoté par É. Wolff et Ph. Dain, Villeneuve d’Ascq, Presses universitaires du Septentrion, 2013, 203 p.
- Épigrammes latines de l’Afrique vandale (Anthologie latine), éditées, traduites et annotées par I. Bergasa avec la collaboration d’É. Wolff, Paris, Les Belles Lettres, 2016, CV + 267 p.
- Martial, Épigrammes choisies, texte traduit et présenté par É. Wolff, Nanterre, Presses Universitaires de Paris Nanterre, 2018, 135 p.
- Voyage d’Italie de Maximilien Misson, édité et présenté par É. Wolff, Dijon, Éditions Universitaires de Dijon, 2019, 292 p.
- Chap. « Sidonius’ Vocabulary, Syntax, and Style », dans The Edinburgh Companion to Sidonius Apollinaris, edited by Gavin Kelly and Joop van Waarden, Edinburgh, Edinburgh University Press, 2020, p. 395-417.
- Rutilius Namatianus, Étienne Wolff, Agnès Adda, Fabienne Yvetot, Retours, s.l., Beta-Oblique, 2020, 95 p.
- Epigrammata Bobiensia. Épigrammes de Bobbio, éditées, traduites et annotées par É. Wolff, Dijon, Éditions Universitaires de Dijon, 2020, 172 p.
- Collaborateur de l’Anthologie bilingue de la poésie latine, sous la direction de Ph. Heuzé, Paris, Gallimard, Bibliothèque de la Pléiade, 2020, 1920 p.
- Variations sur Martial, s.l., Beta-Oblique, 2020, 172 p.
- Janus Pannonius Épigrammes. Traduit et annoté, avec le texte latin en regard, par É. Wolff, Bruxelles, Latomus, 2021, 379 p.
- Le Tibre à Rome : une histoire d’eaux, s.l., Beta-Oblique, 2021, 206 p.
- Ausone, Épigrammes, Bissula, Spectacle des sept sages, Édition, traduction et notes de G. Scafoglio et É. Wolff, Saint-Étienne, Presses universitaires de Saint-Étienne, 2022, 241 p.
- Geoffroy de Winchester, Livre des proverbes (Liber prouerbiorum), édité, traduit et annoté par É. Wolff, Rennes, PUR, 2022, 143 p.
- Mariana, Du roi et de l’éducation du roi. Livre I, traduit en français par É. Wolff, s.l., Beta Oblique, 2023, 173 p.

## Pour approfondir